# Hyporhamphus acutus acutus
Hyporhamphus acutus acutus is een ondersoort van de straalvinnige vissen uit de familie van de halfsnavelbekken (Hemiramphidae). De wetenschappelijke naam van de soort is voor het eerst geldig gepubliceerd in 1872 door Günther.